# Hans Ludvig Martensen
Hans Ludvig Martensen (Copenaghen, 7 agosto 1927 – Hellerup, 13 marzo 2012) è stato un vescovo cattolico danese.

## Biografia
Monsignor Hans Ludvig Martensen nacque a Copenaghen il 7 agosto 1927.

### Formazione e ministero sacerdotale
Studiò all'Østre Borgerdyd Gymnasium e nel 1945 entrò nella Compagnia di Gesù. Studiò letteratura, filosofia e teologia. Conseguì il dottorato alla Pontificia Università Gregoriana a Roma con una tesi su Martin Lutero.
Il 15 agosto 1956 fu ordinato presbitero. In seguito fu predicatore nella chiesa del Cuore di Gesù in Stenosgade, a Vesterbro.

### Ministero episcopale
Il 22 marzo 1965 papa Paolo VI lo nominò vescovo di Copenaghen. Ricevette l'ordinazione episcopale il 16 maggio successivo dal vescovo titolare di Apisa Maggiore Johannes Theodor Suhr, co-consacranti il vescovo di Oslo John Willem Nicolaysen Gran e il vescovo coadiutore di Helsinki Paul Verschuren. Con 37 anni di età era uno dei più giovani vescovi cattolici.
Partecipò alla quarta sessione del Concilio Vaticano II.
Fu membro del Pontificio consiglio per la promozione dell'unità dei cristiani ed era tra i più noti specialisti cattolici in tema di teologia luterana.
Ricevette lauree honoris causa dalla Loyola University di Chicago nel 1969, dall'Università di Bonn nel 1984 e dall'Università di Copenaghen nel 1993.
In seguito compì l'esame teologico di candidatus magisterii con una tesi sul cristianesimo danese. Scrisse diversi libri.
Il 22 marzo 1995 papa Giovanni Paolo II accettò la sua rinuncia al governo pastorale della diocesi.
Morì a Hellerup il 13 marzo 2012 all'età di 84 anni.

## Opere
- Dåb og kristenliv ("Il battesimo e la vita cristiana")
- Dåb og gudstro ("Battesimo e fede in Dio")
- Martin Luther – Jesu Kristi Vidne ("Martin Lutero - Testimone di Gesù Cristo")

## Genealogia episcopale e successione apostolica
La genealogia episcopale è:
- Cardinale Scipione Rebiba
- Cardinale Giulio Antonio Santori
- Cardinale Girolamo Bernerio, O.P.
- Arcivescovo Galeazzo Sanvitale
- Cardinale Ludovico Ludovisi
- Cardinale Luigi Caetani
- Cardinale Ulderico Carpegna
- Cardinale Paluzzo Paluzzi Altieri degli Albertoni
- Papa Benedetto XIII
- Papa Benedetto XIV
- Papa Clemente XIII
- Cardinale Marcantonio Colonna
- Cardinale Giacinto Sigismondo Gerdil, B.
- Cardinale Giulio Maria della Somaglia
- Cardinale Carlo Odescalchi, S.I.
- Cardinale Costantino Patrizi Naro
- Cardinale Serafino Vannutelli
- Cardinale Domenico Serafini, Cong. Subl. O.S.B.
- Cardinale Pietro Fumasoni Biondi
- Vescovo Johannes Theodor Suhr, O.S.B.
- Vescovo Hans Ludvig Martensen, S.I.

La successione apostolica è:
- Vescovo Czeslaw Kozon (1995)